# 썬더 포스 (영화)
《썬더 포스》(영어: Thunder Force)는 미국에서 제작된 2021년 슈퍼히어로 코미디 액션 영화이다. 벤 팰콘이 연출과 각본을 맡고, 멀리사 매카시, 옥타비아 스펜서, 제이슨 베이트먼, 보비 캐너발리, 폼 클레멘티에프 등이 출연하였다. 이 영화는 2021년 4월 9일 넷플릭스를 통해 디지털 개봉하였다. 비평가들로부터 대체로 부정 평가를 받았다.

## 줄거리
1983년 강력한 우주선이 지구를 덮치면서 소시오패스들이 초능력을 얻어 슈퍼빌런이 된다. 에밀리의 유전학자 부모님도 이 미스크리언트(Miscreant)들이 벌인 사고에 휘말려 사망한다.
에밀리는 미스크리언트 대처 방법 연구에만 골몰하다가 학교에서 괴롭힘의 대상이 되고, 1988년 리디아가 이에 맞서 싸워주면서 둘은 절친이 된다. 그러나 리디아는 자신이 깨워주겠다고 약속하고 에밀리에게 낮잠을 자라고 했다가 자신도 깜빡 잠이 들어버리고, 이 때문에 대학과목 선이수제(AP) 시험장에 늦게 도착하게 된 에밀리가 화를 내면서 두 사람은 사이가 멀어진다.
2024년 본인 회사를 설립한 에밀리는 여전히 미스크리언트에 대항할 방법을 연구 중이다. 항만 근로자가 된 리디아는 에밀리와 관계를 회복하려고 회사를 찾아왔다가 실수로 에밀리가 개발 중인 혈청을 맞는다. 이 혈청에는 일반인에게 초능력을 부여하는 효과가 있었고, 리디아는 약으로 혈청의 부작용을 억누르며 훈련을 받는다. 에밀리 역시 새로운 조합의 혈청을 맞아 모습을 숨기는 능력을 얻는다.
둘이 함께 슈퍼히어로팀 썬더 포스로 활동하며 인기를 끌자 미스크리언트를 막을 사람은 자신 뿐이라고 홍보 중인 시장 후보 윌리엄스 스티븐스는 썬더 포스를 자신 쪽으로 끌어들이려고 한다. 윌리엄스는 만약 자신이 선거에서 떨어진다면 도시를 미스크리언트들이 점령하게 만들 생각이다.

## 출연
- 멀리사 매카시 - 리디아 버먼 / 더 해머 역
- 옥타비아 스펜서 - 에밀리 스탠턴 / 빙고 역
- 제이슨 베이트먼 - 제리 / 더 크래브 역
- 보비 캐너발리 - 윌리엄 스티븐스 / 더 킹 역
- 폼 클레멘티에프 - 레이저 역
- 멀리사 리오 - 앨리 역
- 멀리사 폰지오 - 레이철 곤잘러스 역
- 벤 팰콘 - 케니 역
- 케빈 던 - 프랭크 역